# 島野 (市原市)
島野（しまの）は、千葉県市原市の五井地区にある大字。郵便番号は290-0034。

## 概要
千葉県市原市の五井地区にある大字である。主な土地利用は水田で、稲作が中心産業である。また、当字内に鎮座する島穴神社は、姉崎に鎮座する姉埼神社と深い関わりがある。そのため、かつて当字と姉崎は、東海村と姉崎町にそれぞれ属しており、自治体は異なっていたものの町村を越えて深い関わりがあった。

## 地理
北は飯沼、東は玉前の飛び地、東から南は野毛、南は白塚、西から北は青柳と接する。

## 歴史

### 沿革
- 1963年（昭和38年）5月1日 - 市原市市制施行に伴い市原市五井地区の一部となる[6]。

## 世帯数と人口
2022年（令和4年）4月1日現在の世帯数と人口は以下の通りである。
| 町丁字 | 世帯数    | 人口    |
| ------ | --------- | ------- |
| 島野   | 1,542世帯 | 3,142人 |

## 通学区域
市立小中学校及び県立高校へ通学する場合の通学区域は以下の通りである。
| 町丁字 | 番地 | 小学校             | 中学校             | 県立高校 |
| ------ | ---- | ------------------ | ------------------ | -------- |
| 島野   | 一部 | 市原市立千種小学校 | 市原市立千種中学校 | 第9学区  |
| 島野   | 一部 | 市原市立東海小学校 | 市原市立東海中学校 | 第9学区  |

## 施設
- 島穴神社